# لئون ژوهو
لئونژوهو (۱ ژوئیه ۱۸۷۹ ژوئیه – ۲۸ آوریل ۱۹۵۴) یک رهبر اتحادیه‌های کارگری (سندیکا) فرانسه بود. وی جایزه صلح نوبل را در سال ۱۹۵۱ دریافت کرده بود.

## زندگی‌نامه
لئون ژوهو در پانتن، سن-سن-دنی، فرانسه متولد شد. پدرش در کارخانه مسابقات در اوبرویلیه مشغول به کار بود. تحصیلات متوسطه او هنگامی پایان یافت که درآمد پدرش با اعتصاب کارخانه متوقف شد. وی در شانزده سالگی در کارخانه مشغول به کار شد و بلافاصله به عضو مهمی از اتحادیه تبدیل شد. در سال ۱۹۰۰، ژوهو به اعتصاب علیه استفاده از فسفر سفید که باعث کم‌بینایی پدرش شده بود، پیوست.